# Poznomir
Poznomir – staropolskie imię męskie, złożone z członów Pozno- („poznać”) i -mir („pokój, spokój, dobro”). Być może oznaczało „tego, który zazna pokoju”.